# Atahan Menekşe
Atahan Menekşe (* 17. April 1986 in Istanbul) ist ein  ehemaliger türkischer Fußballspieler.

## Karriere

### Verein
Menekşe begann mit dem Vereinsfußball in der Jugend von Sarıyer SK und wurde hier 2005 als Profispieler in den Profikader involviert. Hier spielte er bis zum Sommer 2009. Lediglich die Rückrunde der Spielzeit verbrachte er als Leihspieler beim Ligakonkurrenten Zeytinburnuspor. Zur Saison 2009 wechselte er zum Zweitligisten Dardanelspor, ging aber bereits nach einer halben Spielzeit zum Ligakonkurrenten Kocaelispor. Anschließend spielte er der Reihe nach bei den Drittligisten Adana Demirspor, Sarıyer SK und Bozüyükspor.
Nachdem sein Vertrag mit Bozüyükspor zum Sommer 2012 ausgelaufen war, wechselte er zum Erstligisten Sanica Boru Elazığspor. Zur Winterpause der Saison 2012/13 verließ er Elazığspor.
Nach seinem Abschied von Elazığspor wechselte er wenige Tage später zum Zweitligisten Denizlispor.
Zur neuen Saison 2013/14 wurde sein Vertrag Ende August aufgelöst. Kurz darauf einigte er sich mit dem Drittligisten Gaziosmanpaşaspor. Hier bestritt er jedoch nur ein Spiel, da er aufgrund einer Verletzung nicht mehr eingesetzt werden konnte.
Im Frühjahr 2014 wechselte Menekşe wieder zurück zu Denizlispor, wurde aber nur einmal eingesetzt. Zur Saison 2014/15 unterschrieb er für ein Jahr beim Drittligisten Ofspor.